# Khánh Bình (Bình Dương)
Khánh Bình is een xã in huyện Tân Uyên, een district in de Vietnamese provincie Bình Dương.
Khánh Bình ligt op de westelijke oever van de Đồng Nai.